# Dufourea glaboabdominalis
Dufourea glaboabdominalis là một loài Hymenoptera trong họ Halictidae. Loài này được Wu mô tả khoa học năm 1986.